# Josef Seuffert
Josef Seuffert (* 1. Juni 1926 in Steinheim am Main; † 22. Dezember 2018 in Mainz) war ein deutscher römisch-katholischer Geistlicher und Kirchenlieddichter.

## Leben
Josef Seuffert studierte während seiner Kriegsgefangenschaft, im sogenannten Stacheldrahtseminar, katholische Theologie in Chartres (bis Mai 1947) und später in Mainz.
Am 15. Juli 1951 wurde er in Mainz von Bischof Albert Stohr zum Priester geweiht. Nach verschiedenen Kaplansstellen im Bistum Mainz wurde er Bundeskurat der Katholischen Jungen Gemeinde (KjG) in Düsseldorf (1960–1967) und später Sekretär der Kommission für das Einheitsgesangbuch Gotteslob (1967–1973). Außerdem war er Hauptschriftleiter der vom Liturgischen Institut in Trier herausgegebenen und von ihm mitbegründeten Zeitschrift Gottesdienst. Für seine Verdienste wurde Josef Seuffert durch Papst Paul VI. mit dem Päpstlichen Ehrentitel Monsignore (1975) und durch Papst Johannes Paul II. 1986 mit dem Titel Päpstlicher Ehrenprälat ausgezeichnet. Bischof Hermann Kardinal Volk von Mainz ernannte Seuffert 1981 zum Domkapitular an der Mainzer Kathedrale. 1996 wurde er emeritiert.
Seuffert leitete von 1975 bis 1993 das Seelsorgeamt des Bischöflichen Ordinariates Mainz. Anschließend war er bis zum Eintritt in den Ruhestand 1996 Vorsitzender der Liturgischen Kommission des Bistums Mainz und Leiter des Referates „Liturgie und Kirchenmusik“.
Seuffert starb im Dezember 2018 im Alter von 92 Jahren. Das Pontifikalrequiem für den Verstorbenen fand am 9. Januar 2019 mit Bischof Peter Kohlgraf im Mainzer Dom statt. Die Beerdigung erfolgte am 10. Januar 2019 um 10 Uhr in Josef Seufferts Heimatort Steinheim am Main durch Domdekan Heinz Heckwolf.

## Lieder
im Gotteslob
- 37,1 Der Herr ist mein Hirt
- 60,1 Der Herr hat uns befreit
- 66,1 und 335 Das ist der Tag, den der Herr gemacht
- 163 Herr Jesus, Sohn des lebendigen Gottes
- 174,5 Halleluja (5. Ton)
- 181,1 Herr, erbarme dich
- 181,2 Christus, erhöre uns ... erhöre uns
- 229 Herr, erhebe dich, hilf uns
- 869 Österreich-Eigenteil Danket dem Herrn, er ist gütig. Halleluja
- 877 Österreich-Eigenteil Wie schön ist es, dem Herrn zu danken
- 980,1 Österreich-Eigenteil Die Freude an Gott, Halleluja

## Veröffentlichungen
- Gesang hinter Stacheldraht; Herausgegeben vom Bistum Mainz; 2015
- Franz und Adolf. Ein Junge erlebt die Nazizeit 1933 bis 1943, Düsseldorf 1962 (Verlag Haus Altenberg)
- Franz muss in den Krieg. Ein Junge in Hitlers Armee, Düsseldorf 1964 (Verlag Haus Altenberg)
- Kantorendienst – Kleine Schule des Vorsingens im Gottesdienst, Trier 1970, Paulinus Verlag